# Motorradsegnung Simplon

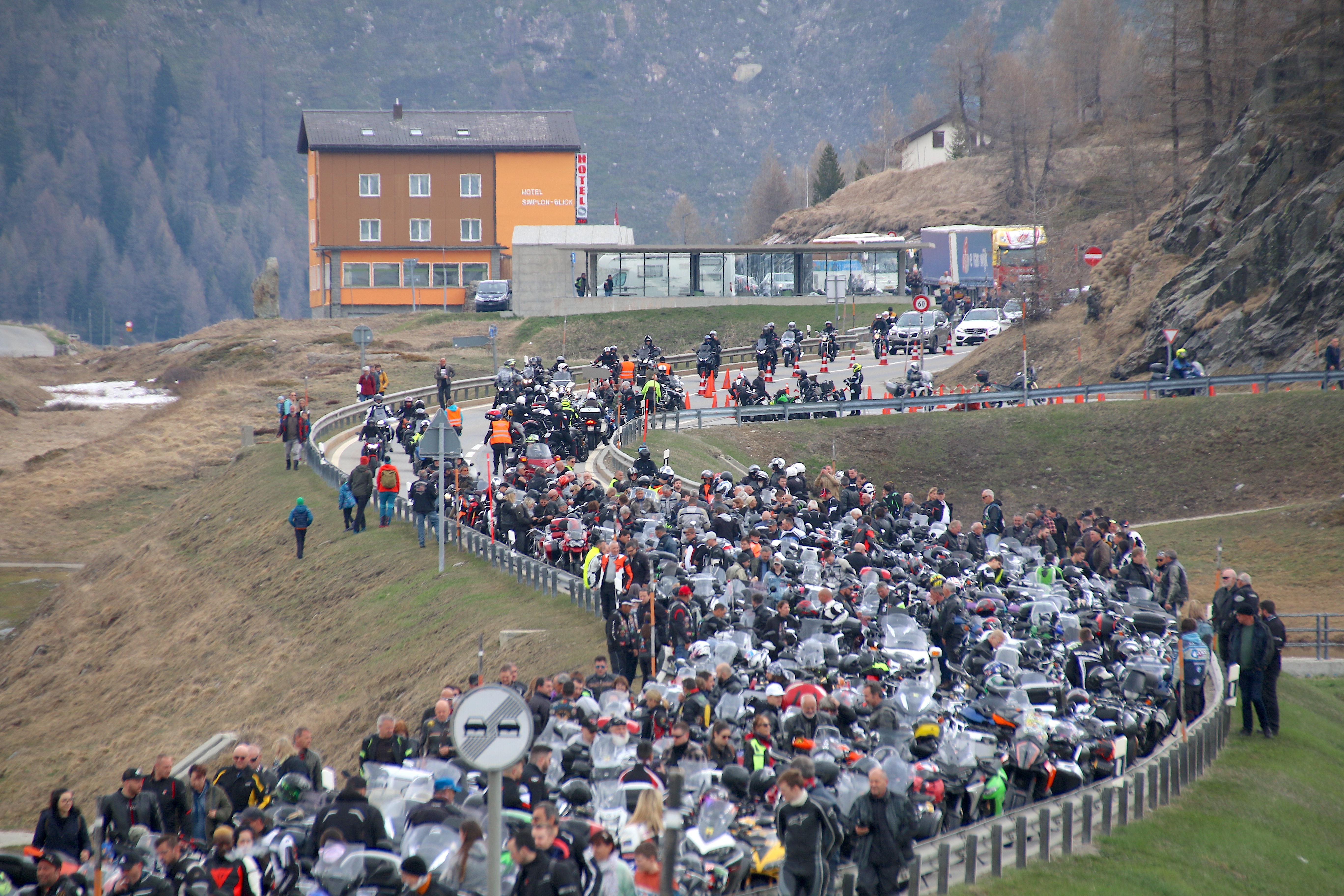
Motorradsegnung 7. Mai 2023 auf dem Simplonpass

Die Motorradsegnung Simplon ist ein jährlich am ersten Sonntag im Monat Mai auf dem Simplonpass stattfindender Anlass, an dem mehrere Tausend Motorradfahrer teilnehmen. Er wird seit über 30 Jahren durchgeführt. Da im Mai auf dem 2005 Meter hohen Simplonpass noch Schnee liegen kann, wird über die Durchführung des Motorradgottesdienstes jeweils bis Sonntagmorgen 6 Uhr entschieden.
Organisator des Events ist der Moto-Club Simplon. Auf der Passhöhe wird ein 400 Meter langer Abschnitt der Strasse zum Parkplatz der Motorräder umfunktioniert und der Verkehr über den Parkplatz des Simplon-Hospiz’ umgeleitet.

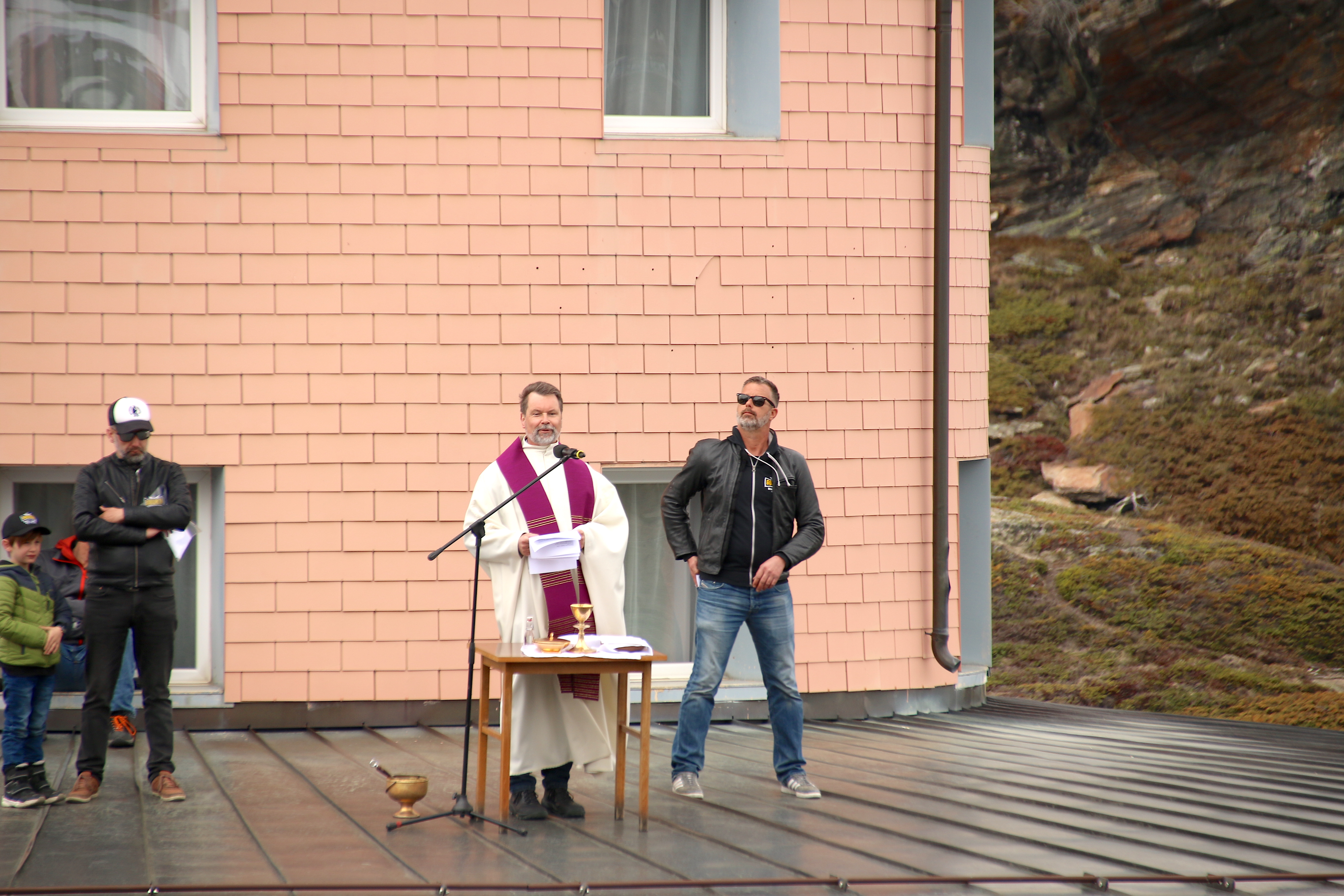
Pfarrer mit zwei Messdienern
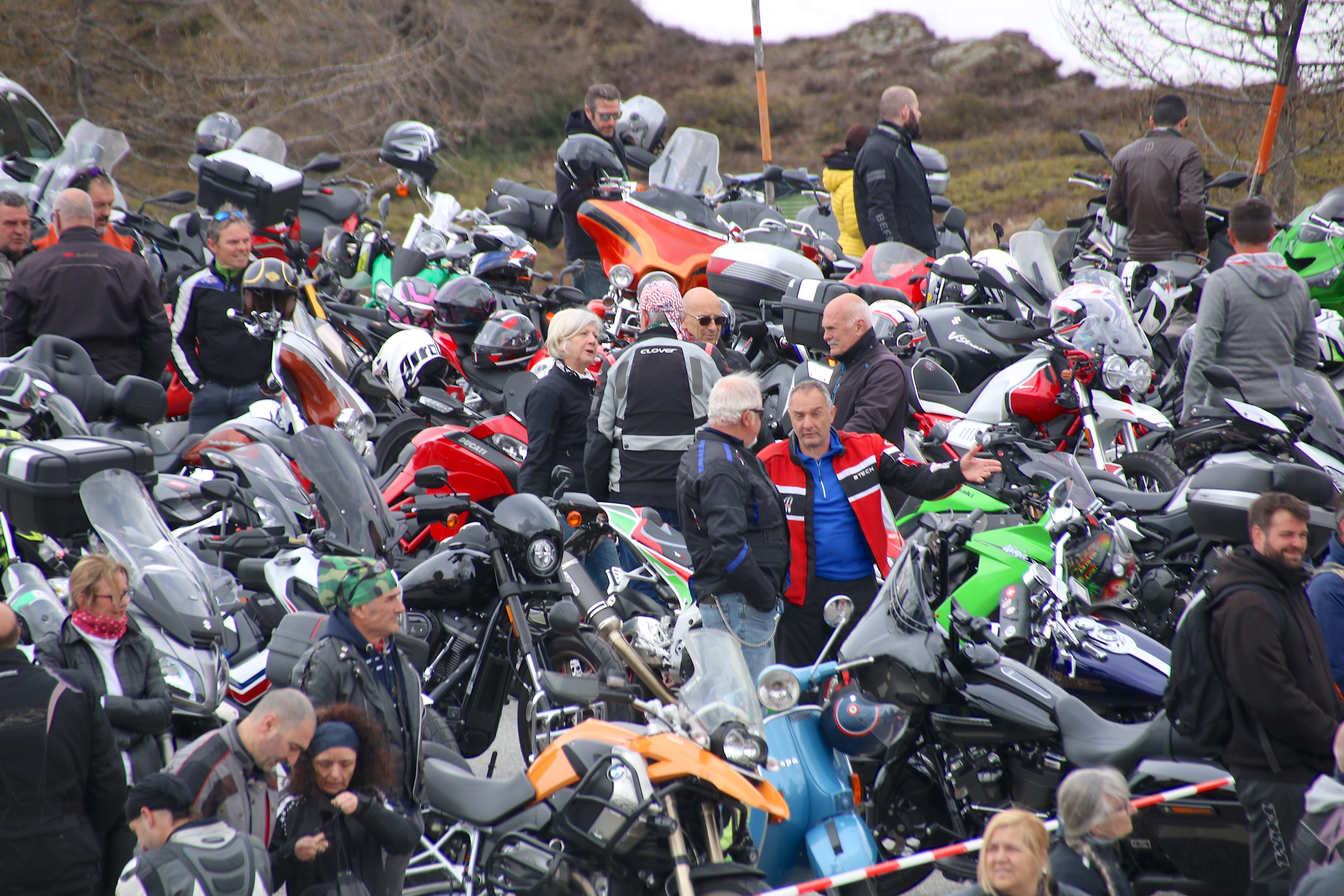
Inmitten der Motorräder